# De Linie (Politieke Partij)
De Linie is een Nederlandse politieke partij die zichzelf positioneert als driekwart rechts in het politieke spectrum. De partij werd opgericht met het doel een standvastig en betrouwbaar alternatief te bieden voor bestaande partijen. De Linie richt zich voornamelijk op thema’s als wonen, zorg, veiligheid, migratie en bestaanszekerheid. Krachtig Kundig en Kordaat. Samen trekken wij de Lijn. Tot hier en niet verder! 

## Geschiedenis
De Linie is ontstaan uit onvrede over de bestaande politieke koers in Nederland. Volgens de partij is er te weinig aandacht voor praktische oplossingen die burgers direct raken. De oprichters wilden een partij neerzetten die duidelijk en koersvast is, zonder afhankelijk te zijn van gevestigde belangen.

## Ideologie en standpunten
De Linie omschrijft zichzelf als een partij die rechts van het midden staat en de nadruk legt op verantwoordelijkheid, bescherming van de samenleving en bestaanszekerheid.

### Kernpunten:
- Wonen – Meer betaalbare woningen, met prioriteit voor Nederlandse inwoners, starters, gezinnen en ouderen.
- Zorg – Minder bureaucratie en meer ruimte voor zorgverleners om zich op patiënten te richten.
- Veiligheid – Een harde aanpak van criminaliteit, met meer middelen en steun voor politie en justitie.
- Migratie – Strenger en rechtvaardiger beleid om grip te krijgen op de instroom en de integratie.
- Bestaanszekerheid – Lagere lasten op arbeid, bescherming van koopkracht en een eerlijk pensioenstelsel.

## Organisatie
De Linie presenteert zich als een ledenpartij waarbij interne democratie een belangrijke rol speelt. Leden hebben grote invloed op de koers van de partij.

## Lijsttrekker
De huidige lijsttrekker van De Linie is Gerard van Hooft. Hij wordt binnen de partij gezien als een krachtige en uitgesproken persoonlijkheid.

## Gerard van Hooft
G.O.P.C. (Gerard) van Hooft (Oisterwijk, 3 september 1962) is een Nederlandse politiek bestuurder en ondernemer, bekend van zijn functies binnen de partij 50PLUS en de oprichting van de partij De Linie. (Brabants Dagblad)

### Persoonlijke achtergrond
- Geboren: 3 september 1962 in Oisterwijk, Noord-Brabant
- Privéleven: Getrouwd met Petra Kastelijn, samen hebben ze kinderen. Hij speelt basgitaar in The Upgrade Band en bracht in 2021 een CD uit.
- Opleiding & beroep: Hij studeerde bedrijfseconomie aan Fontys Hogeschool (1981–1985). Hij werkte als adviseur in de financiële sector en is mede-eigenaar van een vastgoedbedrijf .

### Politieke loopbaan bij 50PLUS
- Sinds 2017 actief binnen 50PLUS, vervulde diverse functies zoals penningmeester , vicevoorzitter  en waarnemend partijvoorzitter (Brabants Dagblad)
- Gerard staat bekend als degene die opkomt voor de rechten van mensen binnen en buiten de partij.

### Oprichting van De Linie
- Na het aanblijvende tumult binnen 50PLUS richtte Van Hooft in 2025 de nieuwe partij De Linie op, met als doel zich niet meer exclusief voor ouderen, maar voor bredere conservatieve thema’s in te zetten.
- In media werd gemeld dat zijn motivering onder meer was: “We proberen binnenboord te houden wat goed is voor Nederland, en buitenboord te gooien wat slecht is.” Hij pleit o.a. voor minder huurmaatregelen, bescherming van de AOW en een maximum van 5.000 vluchtelingen per jaar (NOS).

### Verduidelijking bij de bronnen:
- De registratie van De Linie als landelijke politieke partij op 18-08-2025 bij de Kiesraad is bevestigd in een bericht op de website van de Kiesraad (19 augustus 2025) Parlement (Trouw)
- Trouw meldde dat Gerard van Hooft, oud-lijsttrekker van 50PLUS, zijn nieuwe partij De Linie heeft opgericht (NOS).
- Ook RTL Nieuws en andere media meldden de registratie onder de 54 partijen die zich aanmelden voor de Tweede Kamerverkiezingen 2025 (RTL).